# Фильшин, Михаил Владимирович
Михаи́л Влади́мирович Фи́льшин (31 августа 1955) — российский политический деятель. Депутат Государственной Думы второго созыва (1995—1999), член фракции КПРФ.

## Биография
Родился в семье рабочих. В 1972—1973 годах работал токарем Карагандинского завода отопительного оборудования Министерства промстройматериалов СССР. В 1973—1975 годах служил в Советской армии. В 1976—1978 годах учился в Тульском ГПТУ-9. В 1989 году окончил Ленинградскую высшую партийную школу. Позднее также окончил Московскую высшую партийную школу.
Член КПСС с 1981 года по август 1991 года. Был членом ЦК КПРФ, делегатом III съезда КПРФ, секретарём Привокзального райкома КПРФ Тулы. На момент избрания в Госдуму был председателем профкома локомотивного депо «Тула» Российского профсоюза локомотивных бригад железнодорожников.
В 1995 году избран депутатом Государственной Думы второго созыва по общефедеральному округу в составе списка КПРФ. Вошёл в состав фракции КПРФ. Был членом Комитета по делам общественных объединений и религиозных организаций. Вносил на рассмотрение законопроект «О внесении дополнения в статью 38 Закона Российской Федерации „Об учреждениях и органах, исполняющих уголовные наказания в виде лишения свободы“».
Был заместителем председателя центрального совета движения «Духовное наследие», делегатом его VI съезда. Летом 1999 года председатель центрального совета движения Алексей Подберёзкин в результате конфликта с руководством компартии был исключён из фракции КПРФ. В сентябре 1999 года Фильшин с несколькими депутатами также выступил с критикой КПРФ, перейдя в группу Подберёзкина.
В 1999 году баллотировался в Государственную Думу третьего созыва по Тульскому одномандатному избирательному округу № 176 в Тульской области. Фильшин был выдвинут движением «Духовное наследие». Выборы проиграл, набрав 1,51 % голосов.